# Makubetsu
Makubetsu (幕別町, Makubetsu-chō) est un bourg du district de Nakagawa, situé dans la sous-préfecture de Tokachi, sur l'île de Hokkaidō, au Japon.

## Géographie

### Démographie
Au 30 septembre 2015, la population de Makubetsu s'élevait à 27 441 habitants répartis sur une superficie de 477,64 km2.

## Histoire
En 2006, l'ancien village de Chūrui du district de Hiroo a été intégré à Makubetsu.